# Kanton Aubergenville
Kanton Aubergenville is een kanton van het Franse departement Yvelines. Het omvat 40 gemeenten. Het kanton maakt deel uit van de arrondissementen Mantes-la-Jolie en Rambouillet. 12 gemeenten liggen in het arrondissement Mantes-la-Jolie en 28 in Rambouillet. Het kanton heeft een oppervlakte van 269,74 km² en telde 70.436 inwoners in 2018.

## Gemeenten
Door de herindeling van de kantons bij decreet van 21 februari 2014 met uitwerking op 22 maart 2015 omvat het kanton sindsdien de volgende 40 gemeenten:
1. Aubergenville kantoor kieskring
2. Andelu
3. Aulnay-sur-Mauldre
4. Auteuil
5. Autouillet
6. Bazemont
7. Bazoches-sur-Guyonne
8. Béhoust
9. Boissy-sans-Avoir
10. Bouafle
11. Flexanville
12. Flins-sur-Seine
13. Galluis
14. Gambais
15. Garancières
16. Goupillières
17. Grosrouvre
18. Herbeville
19. Jouars-Pontchartrain
20. Marcq
21. Mareil-le-Guyon
22. Mareil-sur-Mauldre
23. Maule
24. Méré
25. Les Mesnuls
26. Millemont
27. Montainville
28. Montfort-l'Amaury
29. Neauphle-le-Château
30. Neauphle-le-Vieux
31. Nézel
32. La Queue-les-Yvelines
33. Saint-Germain-de-la-Grange
34. Saint-Rémy-l'Honoré
35. Saulx-Marchais
36. Thoiry
37. Le Tremblay-sur-Mauldre
38. Vicq
39. Villiers-le-Mahieu
40. Villiers-Saint-Frédéric

Het kanton omvatte 11 gemeenten tot 2014. Aubergenville was al de hoofdplaats. Er ging maar een gemeente naar een ander kanton, dat was Ecquevilly. Er bleven 10 gemeenten, er kwamen er 30 bij. De 11 oude gemeenten:
1. Aubergenville
2. Aulnay-sur-Mauldre
3. Bazemont
4. Bouafle
5. Ecquevilly
6. Flins-sur-Seine
7. Herbeville
8. Mareil-sur-Mauldre
9. Maule
10. Montainville
11. Nézel